# 藪内広之
藪内 広之（やぶうち ひろゆき、薮内広之、籔内広之とも表記、1963年 - ）は、MBS企画代表取締役社長。

## 来歴・人物
大阪府大阪市出身。1982年に兵庫県立川西緑台高等学校、1986年に早稲田大学第一文学部日本文学専攻卒業。同年、毎日放送に入社。
東京支社ラジオ営業部を経てテレビ制作局に配属、ドラマADを務める。その後、1992年に昼ドラマ「命みじかく」で初演出、「いのちの現場から」シリーズなど『ドラマ30』枠大半の制作演出に携わる。1993年に『東芝日曜劇場』枠で放送された「お目にかかれてうれしいわ」では、同枠最年少の演出家となる。
また、脚本・演出家としても「海に帰る日」（1999年日本民間放送連盟賞優秀賞。第25回放送文化基金賞優秀賞受賞及び同男優演技賞《宇崎竜童》）、
「ごきげんいかが?テディベア」（第42回モンテカルロ・テレビ祭ゴールドニンフ賞《最優秀作品賞》、AMADE賞、SIGNIS賞。バンフテレビ祭入賞。第39回ギャラクシー選奨受賞。2001年度文化庁芸術祭優秀賞。第28回放送文化基金賞本賞《最優秀賞》、演出賞、脚本賞受賞。日本民間放送連盟賞最優秀賞。2002年日本ポストプロダクション協会賞編集部門特別賞）、
「阪神淡路大震災10年・悲しみを勇気にかえて」（2005年日本民間放送連盟賞優秀賞。2005年ABU《アジア太平洋放送連合》最優秀賞）、
「テレビCMの日SPドラマ・メッセージ」（第44回ギャラクシー奨励賞。2007年日本民間放送連盟賞優秀賞）
月曜ゴールデン・「遺品整理人 谷崎藍子」(2010年日本民間放送連盟賞優秀賞）
など受賞歴多数。
2010年6月23日までは、制作局制作2部制作統括部次長兼テレビドラマチーフプロデューサーだった。翌6月24日より2017年6月21日までは編成局マネージャー兼CP、翌6月22日より10月29日まではCP兼務、10月30日より2022年6月22日までは取締役兼制作スポーツ局、報道情報局補佐担当。
2022年6月23日より現職。

## 過去担当していたおもな番組
- JTドラマBOX
  - 泣きたい夜もある（1993年4月-9月）
  - 君に伝えたい（1994年4月-6月）
- 大河は海へ〜朝比奈隆・音楽と人生
- ドラマ30
  - 愛の産科（1996年1月-3月）
  - もう大人なんだから!（1996年4月-5月）
  - あしたは晴れる（1997年6月-8月）
  - 幽霊ママ（1998年8月）
  - ああ嫁姑（1999年5月-7月）「嫁姑超名探偵」
  - 離婚計画〜いつか愛したあなたへ〜（2000年3月-5月）
  - ふしぎな話（2000年7月-8月）
  - 虹のかなた（2004年8月-10月）
  - デザイナー（2005年10月-11月）
  - 銭湯の娘!?（2006年1月-3月）
  - がきんちょ〜リターン・キッズ〜（2006年7月-9月）
  - 暖流（2007年4月-6月）
  - お・ばんざい!（2007年9月-10月）
  - 京都へおこしやす!（2008年1月-2月）
  - ナツコイ（2008年6月-8月）
- チュー'sDAYコミックス 侍チュート!（2009年4月-2010年3月）
- 林先生が驚く初耳学!（2017年7月16日 - 10月8日）